# Dickinson Bishop
Dickinson H. Bishop (Dowagiac, 24 de março de 1887 – Ottawa, Illinois, 16 de fevereiro de 1961) foi um empresário americano que viajou a bordo do RMS Titanic durante sua lua de mel com a noiva Helen Walton. Ambos sobreviveram ao naufrágio do Titanic em 15 de abril de 1912.

## Início da vida
Bishop nasceu em 24 de março de 1887 em Dowagiac, Michigan, filho de George e Virginia Bishop. Ele tinha 24 anos quando se casou com Mary Beckwith Lee, uma herdeira que faleceu em 1910, treze dias depois de ter dado à luz uma filha; o bebê morreu minutos após nascer. Bishop casou-se com sua segunda esposa, Helen Walton, em novembro de 1911; sua lua de mel de quatro meses ocorreu na Europa e Norte de África, planejando o retorno a bordo do Titanic. Durante sua viagem à Itália, Helen engravidou e eles adquiriram um cachorro chamado Freu Freu.

## Titanic
Viagem
Os Bishops embarcaram no Titanic em 10 de abril de 1912 em Cherbourg, na França, como passageiros de primeira classe. No final da noite do dia 14, os Bishops estavam em sua cabine quando o Titanic se chocou com um iceberg. Em seguida, de acordo com Dickinson Bishop, ele foi ao convés para investigar e, posteriormente, retornou à cabine após ser informado por mordomos de que o navio não estava em perigo. Mais tarde, o passageiro Albert Stewart convenceu os Bishops sobre a real situação do navio, e eles voltaram para o convés, deixando Freu Freu para trás. Embora não houvesse senso de urgência nesse ponto, ambos foram instruídos a embarcar no bote salva-vidas Nº 7. Em uma entrevista, Helen Bishop afirmou que quando eles foram ao convés, alguém teria dito que os casais recém-casados deveriam ser colocados primeiro no bote salva-vidas, e que havia três casais recém-casados em seu bote. No entanto, isso não foi mencionado em seu depoimento ao inquérito dos EUA sobre o desastre.
O bote Nº 7 foi o primeiro a ser baixado do Titanic, sendo lançado ao mar às 00h45m do dia 15 e resgatado pelo Carpathia em algum momento depois das 04h10m da manhã. Os Bishops, juntamente com outros sobreviventes, foram transportados para a cidade de Nova Iorque a bordo do Carpathia.
Inquérito
Uma vez em Nova Iorque, o casal foi convidado a testemunhar ao Inquérito do Senado em Washington, D.C. Helen Bishop testemunhou primeiro, afirmando que conversava com o Sr. e a Sra. John Jacob Astor antes do naufrágio do navio. Após a colisão com o iceberg, Astor disse ao grupo com quem conversava para colocar os coletes salva-vidas e ir ao convés. Uma vez no convés, um oficial segurou a Sra. Bishop pelo braço e disse-lhe para entrar silenciosamente no bote salva-vidas; Dickinson também foi colocado a bordo. Helen Bishop disse que havia 12 mulheres, 13 homens e três membros da tripulação no bote salva-vidas; ela afirmou que muitos dos homens que estavam no bote não eram casados.
O testemunho de Dickinson Bishop tratou principalmente da incapacidade de fechar os compartimentos estanques do navio. Bishop também afirmou não ter ouvido ordens para evitar que os homens embarcassem nos botes salva-vidas em favor das mulheres e crianças.

## Vida posterior
Em novembro de 1914, o casal sofreu um grave acidente de carro; Helen ficou gravemente ferida enquanto Dickinson sofreu apenas ferimentos leves. Os ferimentos na cabeça de Helen Bishop foram tão graves que chegou a ser noticiado como fatal pelo The New York Times. Na tentativa de salvar a vida de Helen, seus médicos tentaram o que era então uma nova técnica: uma placa de metal foi afixada em seu crânio para cobrir a área gravemente ferida.
Em janeiro de 1916, Dickinson e Helen se divorciaram, na qual ela recebeu US $ 100.000 em pensão alimentícia. Helen morreu dois meses depois, em 16 de março de 1916, depois de cair na casa de um amigo em uma visita a Danville, Illinois. Dois dias antes da morte de Helen, Dickinson casou-se com sua terceira esposa, Sydney Boyce, filha de William Boyce. Coincidentemente, os anúncios do novo casamento de Dickinson e a morte de Helen estamparam a capa da Dowagiac Daily News no mesmo dia.
Ele serviu no Exército durante a Primeira Guerra Mundial. Bishop permaneceu casado com Sydney Boyce até a morte da mesma em novembro de 1950. Após o fim da guerra, ele deixou Dowagiac e se estabeleceu em Ottawa, Illinois, onde faleceu em decorrência de um acidente vascular cerebral em 16 de fevereiro de 1961.